# Caravan (Rush)
Caravan è un brano del gruppo canadese Rush, pubblicato dall'etichetta discografica Atlantic Records nel giugno 2010 come singolo discografico in abbinata al brano BU2B, entrambi i pezzi rappresentano la prima anticipazione dell'album Clockwork Angels, nonché il primo singolo commerciale pubblicato dai Rush dal 1987.

## Il disco
I brani sono stati registrati presso i Blackbird Studios di Nashville nell'aprile 2010. Il singolo, sottotitolato come Part One and Two of Clockwork Angels,si posiziona al numero 44 nelle classifiche canadesi e al 19 in quelle finlandesi.
Caravan
Si tratta di un pezzo hard rock introdotto da suoni minacciosi, che una volta entrato nel vivo mostra un piglio duro e grintoso, sviluppato intorno a un riff di chitarra di Lifeson; la parte ritmica è  notevole e l'assolo di chitarra brillante e sofisticato. Geddy Lee canta su un registro vocale piuttosto basso, se confrontato con il passato.  Il testo di Peart presenta alcune similitudini con brani quali Middletown Dreams e The Analog Kid quando descrive la scelta del protagonista di andare dove vuole piuttosto che dove dovrebbe.  Il passaggio del testo "in a world lit only by fire" deriva dal titolo di un'opera del 1992 di William Manchester. Secondo le intenzioni il brano doveva esser registrato nuovamente in vista della pubblicazione su album, si è optato invece per un semplice remissaggio.
Caravan è stata inserita nella scaletta degli spettacoli durante il Time Machine Tour e il Clockwork Angels Tour e compare in entrambi gli album dal vivo derivati dai tour.
BU2B
BU2B è l'acronimo di Brought Up to Believe, quello che sarebbe il titolo originale del brano. Il pezzo parla dei meccanismi del sistema che fanno sì che l'individuo (in questo caso il narratore del brano, ovvero il protagonista del racconto di Clockwork Angels) debba accettare le cose così come sono, pur sapendo che si è destinati al fallimento. Vengono quindi toccate tematiche relative alla fede già in passato descritte da Peart: la religione e altre influenze primarie ci imprigionano dentro a dei conformismi predefiniti. Dal punto di vista musicale il brano è molto duro e pesante, realizzato attraverso numerose stratificazioni di chitarre, e caratterizzato da un ritornello energico. 
Per la versione presente nell'album è stata registrata una parte aggiuntiva come introduzione del brano, questa è stata realizzata registrando chitarre, rumori ambientali urbani e una parte vocale effettizzata.
Il brano è stato presentato dal vivo in occasione del Time Machine Tour ed è presente nell'album che documenta il tour.

## Tracce
Il singolo pubblicato per il mercato statunitense contiene le seguenti tracce:
1. Caravan - 5:41 (Lee, Lifeson, Peart)
2. BU2B  - 4:23 (Lee, Lifeson, Peart)

## Formazione
- Geddy Lee - basso elettrico, voce, bass pedals
- Alex Lifeson - chitarra elettrica ed acustica
- Neil Peart - batteria e percussioni acustiche